# Národní muzeum v Římě
Římské národní muzeum (italsky: Museo Nazionale Romano) je muzeum v italském hlavním městě Římě. Má čtyři pobočky. Vystavuje především archeologické nálezy z období starověkého Říma, zejména umělecké a sochařské (k nejznámějším sochám patří Hermés Ludovisi, Trůn Ludovisi, Odpočívající boxer nebo Spící hermafrodit). Exponáty pocházejí z 5. století př. n. l. až 3. století. Muzeum bylo založeno v roce 1889 a slavnostně otevřeno o rok později. Jádro sbírky pocházelo z Kircherianského muzea, které dříve sídlilo v jezuitském komplexu Sant'Ignazio, a jehož sbírky shromáždil jezuita Athanasius Kircher. Sbírky znárodnil italský stát v roce 1874, po zákazu Tovaryšstva Ježíšova. V roce 1901 italský stát daroval národnímu římskému muzeu také významnou sbírku starověkých soch. Dále do něj mířily nálezy získané při obnově města na konci 19. století. První sídlo muzea bylo v budově Diokleciánových lázních navržené v 16. století Michelangelem (součástí je i Santa Maria degli Angeli e dei Martiri), kde se v současné době nachází epigrafická část muzea. Hlavní sbírka starověkého umění byla přesunuta do nedalekého Palazzo Massimo alle Terme (adresa: Largo di Villa Peretti, 2), které italský stát získal v roce 1981. Rekonstrukce budovy začala v roce 1983 a byla dokončena roku 1998. Palác se nakonec stal hlavním sídlem muzea a také sídlem Soprintendenza Speciale per i Beni Archeologici di Roma (agentura Ministerstva kulturního dědictví, odpovědná za archeologické dědictví Říma). Krom starověkého umění lze v muzeu spatřit například mumii, která byla nalezena v roce 1964 na Via Cassia nebo numismatickou sbírku, největší v Itálii. Dalšími budovami patřícími k muzeu jsou Palazzo Altemps (Piazza Sant'Apollinare 46-48) a Crypta Balbi (Via delle Botteghe Oscure, 31).